# Ор-Жош
Ор-Жош (фр. Orp-Jauche, валлон. Oû-Djåce, нидерл. Adorp-Geten) — коммуна в Валлонии, расположенная в провинции Валлонский Брабант, округ Нивель. Принадлежит Французскому языковому сообществу Бельгии. На площади 50,50 км² проживают 7871 человек (плотность населения — 156 чел./км²), из которых 48,56 % — мужчины и 51,44 % — женщины. Средний годовой доход на душу населения в 2003 году составлял 13 181 евро.
Почтовый код: 1350. Телефонный код: 019.